# Nokia Asha 200
Nokia Asha 200 — доступный телефон с двумя Сим-картами, который появился на рынке в конце 2011 года.
- Полноценная клавиатура QWERTY
- 2.4-дюймовый цветной экран
- Камера 2 мегапикселя
- Bluetooth
- Доступ в интернет

#### Цвета Nokia Asha 200
Nokia Asha 200 предлагался в нескольких цветах:
- Чёрный
- Белый
- Красный
- Розовый
- Синий
- Зелёный
- Жёлтый

Темы в телефоне также отличались в зависимости от цвета корпуса.